# Mark Formanek
Mark Formanek (* 1967 in Pinneberg bei Hamburg) ist ein in Berlin lebender Konzeptkünstler.

## Leben
Von 1988 bis 1995 studierte Formanek an der Kunstakademie Münster und 1996 am Chelsea College of Art and Design in London. 2002 bis 2004 war er Gastdozent an der Kunstakademie Münster.

## Werke

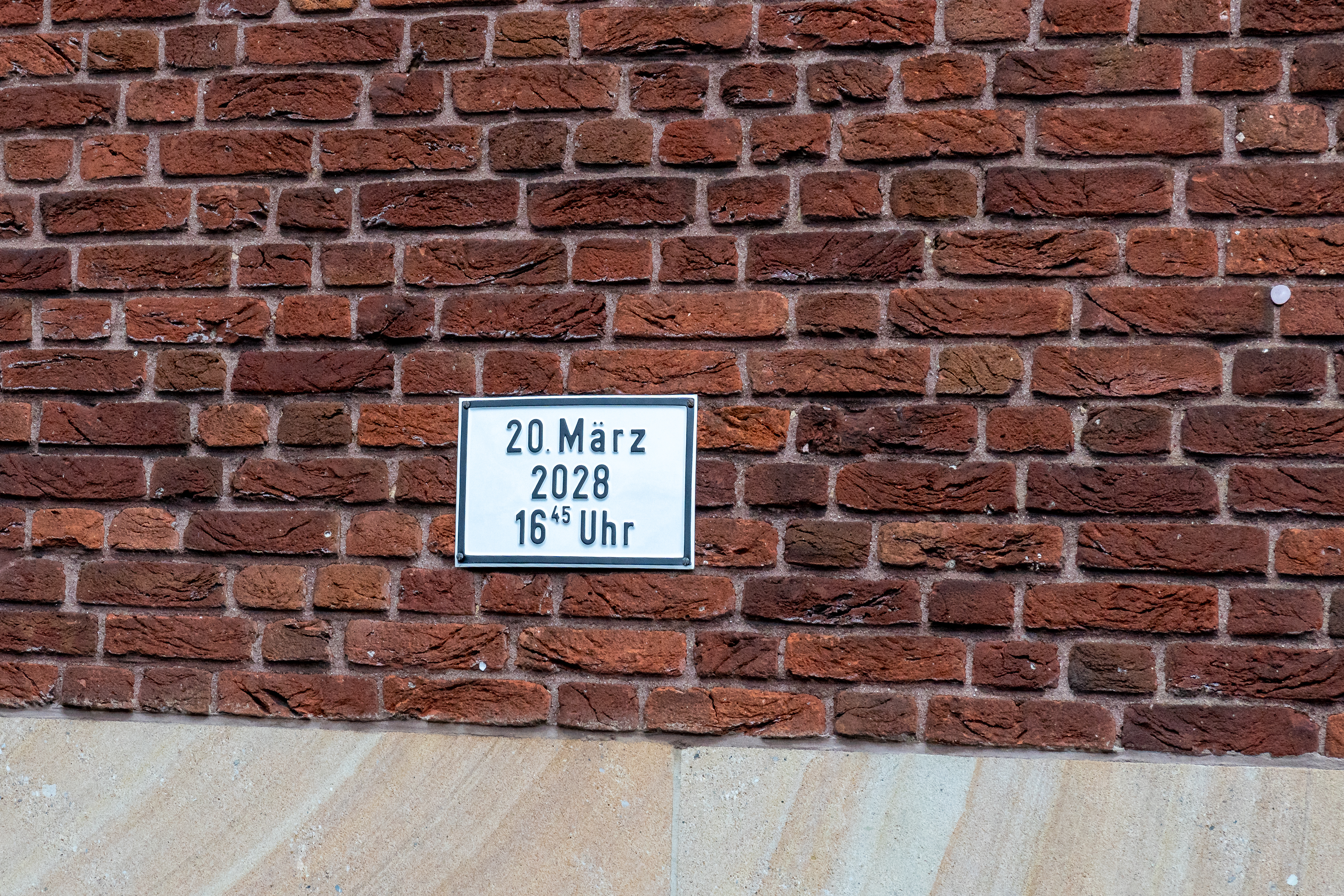
Mark Formanek - Date - 20. März 2028 16:45

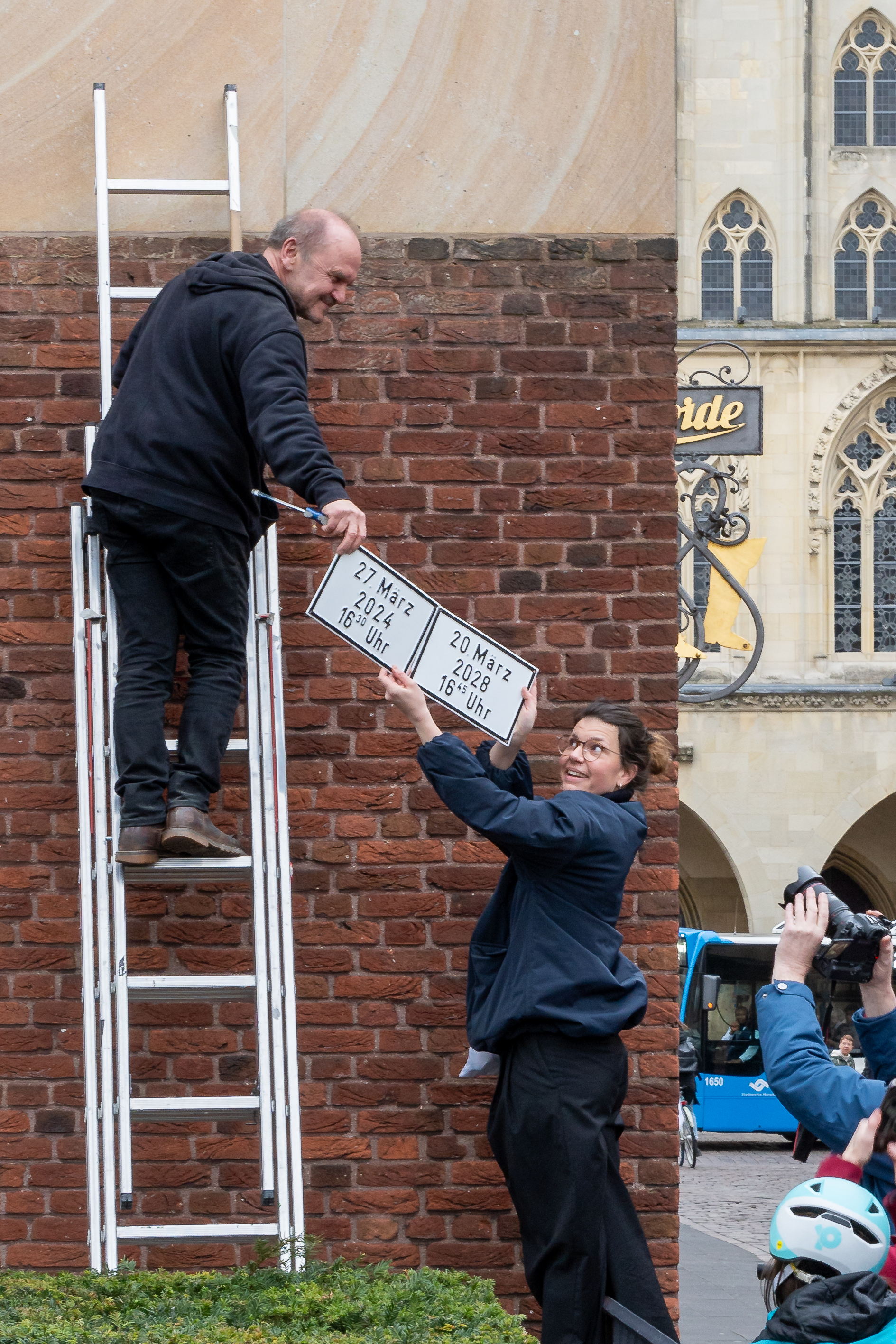
Mark Formanek - Date - Tauschaktion am 27. März 2024 16:30 Uhr

- Standard Time Rotterdam[1] 2009: 24-Stunden-Performance in Rotterdam Central (NL)
- Nikola-Lenivets Time[2] 2014: 24-Stunden-Performance in Archstoyanie Architecture Festival, Nikola-Lenivets (RU)
- Shanghai Time[3] 2017: 24-Stunden-Performance und Videoinstallation in Power Station of Art Shanghai (CN)
- Standard Time[4] 2020: 24-Stunden-Performance in Städtische Galerie im Kornhaus, Kirchheim unter Teck (DE)
- Standard Time[5] In der Videoinstallation des Berliner Künstlers nageln Handwerker 24 Stunden lang die Uhrzeit als eine drei Meter hohe Zahlenanzeige aus Dachlatten zusammen. Sie haben immer nur eine Minute Zeit, um die aktualisierte Uhrzeit umzubauen.[6][7][8]
- Datum: Diese Aktion findet am Michaelisplatz in Münster statt. Bis zum Jahr 2040 wird alle 4 Jahre ein neues Schild mit der Ankündigung eines Ereignisses aufgehängt (das Ereignis war bisher der Tausch dieses Schildes gegen ein neues Schild, welches wieder ein anderes Datum ankündigt).[9]

## Ausstellungen (Auswahl)

### Einzelausstellungen
- 1994: Telekommunikationsausstellungen ..49-251-29.49.95 (und andere Telephonnummern)
- 1995: Begleiter No1 und No2 und weitere Zeitbewältigungsmodelle, Akademie der Künste, Berlin
- 1995: Von positiven Apparaten, Lebenshilfen, Konzepten und Rezepten für jede Gelegenheit Kunsthaus Essen, Essen
- 1996: DATUM Michaelisplatz, Münster
- 1998: Finger weg! Stadtgalerie Bern, Bern
- 2003: Archiv der 100 statements Galerie im Kornhaus, Kirchheim unter Teck
- 2007: Standard Time Stadtraum Berlin

### Gruppenausstellungen
- 2001: Museum Schloss Morsbroich, Leverkusen
- 2001: Skulptur Biennale Münsterland, Münsterland
- 2001: Karl Ernst Osthaus-Museum Hagen, Hagen
- 2001: Transfer–Gegenwartskunst aus Galicien, Asturien, dem Baskenland und Nordrhein-Westfalen Zeche Zollverein, Essen
- 2002: Kunsthalle Recklinghausen, Recklinghausen
- 2003: Mit Sinnen Skulpturenmuseum Glaskasten, Marl[10]
- 2005: Kunstverein Region Heinsberg, Jubiläumsausstellung, 20 × 20
- 2005: Spielräume Wilhelm Lehmbruck Museum, Duisburg
- 2007: Gefühlte Temperatur... Kunstverein Langenhagen, Langenhagen
- 2008: Speed of lightThe Israeli Center for Digital Art, Holon
- 2009: Maschbake Neulicht am See, Maschsee, Hannover
- 2010: Repeat All Centro Cultural Chacao, Caracas
- 2011: Kunstaktion Situatives Brachland Museum, Bochum
- 2012: high tech/low tech – Foremas de Produção Oi Futuro, Rio de Janeiro, RJ
- 2013: Le Bouillants #5–Laiterie Les Bouillants Vern-sur-Seiche
- 2014: 500 años de futuro 2. Bienal de Montevideo, Montevideo
- 2014: Here is Now, Archstoyanie 2014, kuratiert von Richard Castelli, Nikola-Lenivets, RU
- 2015: Kochi-Muziris Biennale, Mumbai
- 2017: Body Media II, kuratiert von Gong Yan und Richard Castelli, Power Station of Art, Shanghai, CN

## Auszeichnungen (Auswahl)
- 1994: Förderpreis für Bildende Kunst des Bundesministers für Bildung und Wissenschaft
- 1995: Studiogalerie XVIII, Förderpreis des Landschaftsverbandes Westfalen-Lippe
- 2001: GWK, Preis Bildende Kunst[11]